# Ирро, Абдуллахи Ахмед
Абдуллахи Ахмед Ирро (сомал. Cabdullaahi Axmed Cirro, араб. عبد الله أحمد إرو‎), также известен как Абдуллахи Ахмед Юсеф Ирро ― сомалийский военачальник. Был одним из учредителей Национальной академии стратегии.

## Биография
Ирро родился в городе Кисмайо на юге Сомали. Его отец Ахмед Юссуф Ирро и два его дяди служили в Итальянских колониальных войсках. Они были насильственно мобилизованы в армию после падения правления султаната Маджиртин и султаната Хобьо во время так называемого Похода против Северных султанатов, военной экспедиции, которая длилась с 1921 по 1929 год под командованием Чезаре Мария де Векки. Мать Ирро, Дахабах, была дочь вазира (придворный титул, обозначающий министра или сборщика налогов) султаната Хобьо.
Ирро провёл большую часть своей юности в Могадишо, где учился в итальянской начальной и средней школе. Впоследствии продолжил учёбу в местном двухлетнем педагогическом институте, который окончил с отличием.

### Военная карьера

#### Обучение
После того, как Сомалийское государство получило независимость в 1960 году, Ирро присоединился к зарождающейся Сомалийской национальной армии (СНА), став 32 её офицером.
Ирро окончил Египетскую военную академию в Каире в 1961 году. Также окончил колледж и получил степень бакалавра военных наук. Затем вернулся в Сомали, где работал в отделе Центрального командования и управления планированием под  руководством Сиада Барре, Мухаммеда Али Саматара и Абдуллы Мухаммеда Фадила.
Ирро вместе со своими товарищами позже был принят на учёбу в Военную академию имени Фрунзе в Москве, элитное советское учебное заведение, предназначенное для наиболее компетентных офицеров армий стран Варшавского договора и их союзников. Специализировался в области стратегического планирования и написал множество статей на темы стратегии, проведения военных операций и течении современных войн, придавал важность активной национальной обороне. Ирро опубликовал несколько работ на арабском и русском языках, посвящённых анализу конвенциальной войны в Африке, Азии и Латинской Америке, но особое внимание уделял различным стратегиям, используемым в ходе кКитайско-индийской войны 1962 года и Индо-пакистанских конфликтов 1965 и 1971 годов. Ирро прошёл дополнительное обучение в Академии Фрунзе и защитил диссертацию на соискание степени кандидата военных наук. Вместе с Ирро в Акдемии имени Фрунзе учились его товарищи: Салаад Габейре Кедийе, Абдуллахи Юсуф Ахмед и Абдулла Мухаммед Фадил.

#### Служба в вооружённых силах
После возвращения в Сомали Ирро занимал различные должности в вооружённых силах. Служил начальником Управления планирования, а также занимал посты, связанные с организацией и планированием в 21-й и 60-й дивизиях. Ирро быстро продвигался по служебной лестнице, был произведён в полковники. В 1970-е годы он был комендантом (Abaanduule) 60-й дивизии.

#### Война за Огаден
Под руководством генерала Мохаммеда Али Саматара, Ирро и другие высокопоставленные сомалийские военные в 1977 году получили приказ о разработке стратегии в рамках подготовки к Огаденской кампании в Эфиопии. Цель кампании заключалась в объединении полуострова Сомали в Великое Сомали (Soomaaliweyn).
Полковник Абдуллахи Ирро командовал частями сомалийской армии в районе Гуди, успешно заняв данную территорию 24 июля 1977. Затем район Гуди перешёл под защиту 4-й дивизии, которая размещалась в пяти военных базах. 60-я дивизия под командованием Ирро включала в себя помимо соединений пехоты 2-ю бронетанковую бригаду, оснащённую танками Т-54, а также артиллерийскую бригаду и танковый батальон, оснащённый танками Т-34.
Под командованием Ирро 60-й дивизии удалось разгромить 4-й эфиопскую дивизию в районе Гуди, после чего она перестала существовать как организованное целое. Захват Гуди также позволил сомалийцам укрепить свои позиции у Огадена, сконцентрировать свои силы и продвигаться дальше в другие регионы Эфиопии. Подразделения 60-й дивизии заняли Императорский дворец Хайле Селассие, где они взяли в плен многих высокопоставленных военных руководителей, в том числе отца-основателя военно-воздушных сил Карл Густава фон Розена.
После успешной операции в Гуди, Ирро был назначен офицером штаба командования 60-й дивизии. Он исполнял обязанности по организации и мобилизации армейских бригад в дивизиях на юге фронта, включая шесть пехотных бригад, наступавшим к Нагеле и в направлении Бали и Сидамо. Ирро также была поручена организация поставок средств материально-технической поддержки на случай непредвиденных обстоятельств. Оказавшись на этом посту, он тем самым стал противником своего бывшего профессора из Академии Фрунзе Василия Ивановича Петрова, который был послан военным советником оказывать помощь в восстановлении эфиопской армии.
Несмотря на поддержку Кубы и СССР, эфиопской армии потребовалось почти три года, чтобы отбить район Гуди. Бригадный генерал Демиссе Булто, командующий Первой революционной армией, взял под свой контроль Гуди в ноябре 1980 года, почти через три с половиной года после того, как он был оккупирован сомалийской армией в июле 1977 года. Временный военно-административный совет Эфиопии впоследствии обвинил Булто в причастности к провалившейся попытке государственного переворота в 1989 году и казнил его.
В конце 1979 года, по представлению Министерства национальной обороны, Ирро был награждён медалью «За отвагу» президентом Сомали Барре в знак признания его военных заслуг. Впоследствии Ирро был произведён в генералы.

#### Попытка государственного переворота в 1978 году
В 1978 году, после провала Огаденской кампании, несколько высокопоставленных сомалийских военных предприняли попытку государственного переворота с целью низвержения Сиада Барре. Согласно мемуарам полковника Абдуллахи Юсуфа Ахмеда, Ирро сообщил ему через защищенную сеть связи, что переворот не удался: в 11:00 утра 9 апреля 1978 года Ахмед получил от Ирро сообщение о том, что «у жены выкидыш». Ирро был арестован несколько часов спустя по приказу президента Барре по подозрению в участии в путче. Большинство людей, которые были соучастниками переворота, были признаны виновными и расстреляны по приговору трибунала; некоторым другим, в том числе выпускнику Военной академии имени Фрунзе полковнику Ахмеду, удалось бежать за границу. Лидер заговорщиков полковник Мохамед Осман Ирро был арестован и казнён. Хотя его товарищ полковник Абдуллахи Ирро, был арестован, он был выпущен на свободу поскольку трибунал не нашёл никаких доказательств его сотрудничества с Мохамедом Османом Ирро.

### Поздние годы
Абдуллахи Ирро работал профессором и преподавал стратегию в различных военных институтах Сомали в 1980-х годах. Он участвовал в учреждении Национальной академии стратегии и приложил руку к разработке стратегических учебных планов для старшего военного персонала, президентского консультативного совета и законодательных органов. Он также играл ведущую роль в налаживании партнёрских отношений с военными образовательными учреждениями в Египте (1983), Франции (1984) и США (1984).
Ирро придерживался политически нейтральных позиций на протяжении всей своей жизни. Он отказался от предложения присоединиться к оппозиции, которая начала формироваться в результате неудач во время Огаденской кампании, в том числе к Демократическому фронту спасения Сомали, Сомалийскому национальному движению и Объединенному сомалийскому конгрессу под руководством своих бывших товарищей Абдуллахи Юсуфа Ахмеда,  Абдулкадира Коосаара иМохамеда Фарахуа Айдида, соответственно.

### После Гражданской войны
Абдуллахи Ирро сейчас проживает в городе Вена, штат Вирджиния, и иногда принимает участие в деятельности движения по созданию мирного сообщества в Африке. Он был одним из 30 ведущих сомалийских чиновников, приглашённых ООН для консультации. Ирро и его коллеги представили рамочный документ для рассмотрения стратегии решений краткосрочных проблем безопасности и принятию долгосрочных мер по наращиванию потенциала по поддержанию мира.

## Награды
- Медаль За отвагу, Демократическая Республика Сомали (1979)